# Minia Biabiany
Minia Biabiany est une artiste plasticienne née à Basse-Terre, en Guadeloupe, en 1988. Elle vit et travaille entre les villes de Mexico au Mexique et Saint-Claude en Guadeloupe. Elle confectionne ses œuvres à partir de matières pauvres et organiques, et son travail a vocation à déconstruire les récits sociaux ou culturels.
Elle s'intéresse particulièrement à la représentation des héritages culturels et du postcolonialisme.

## Biographie
Elle naît en 1988 à Basse-Terre en Guadeloupe.
Elle effectue ses études à l'École nationale supérieure des beaux-arts de Lyon et obtient son diplôme en 2011. Depuis 2010, elle expose en Europe, aux États-Unis, en Amérique centrale et aux Caraïbes. Elle participe notamment à la Biennale de Berlin de 2018 et expose au Centre régional d'art contemporain d'Alsace. Elle est lauréate en 2019 du Prix Sciences Po pour l'art contemporain,,.
En 2020, une exposition individuelle de Minia Biabiany a lieu au Magasin des horizons à Grenoble. En avril 2020, elle présente une nouvelle exposition à La Verrière de la Fondation Hermès à Bruxelles.

## Œuvres
Minia Biabiany s'exprime à travers les medium des films art et des installations. L'installation Toli Toli est l'une de ses œuvres majeures. Elle fait partie de la 10e Biennale de Berlin, exposée à l'Académie des arts de Berlin en 2018 et a été acquise par le Cnap en 2020. Pour cette installation, l'artiste redécouvre l'ancienne technique de tissage des pièges à poissons en bambou.
Les sujets de prédilection de Minia Biabiany sont les rapports aux lieux, la connaissance, les héritages culturels et le postcolonialisme.
Plusieurs œuvres de Minia Biabiany se trouvent dans les collections publiques françaises : Cnap, Frac Grand-Large Hauts-de-France, Frac des Pays de la Loire, IAC Villeurbanne/Rhône-Alpes.

## Prix et distinctions
- Signal Art Center à Malmö : artiste en résidence avec l'Inter Arts Center de l'Université Lund (2016)[15]
- 10e Biennale de Berlin : artiste sélectionnée (2018)[10]
- Festival des Arts caribéens « Tout-Monde » à Miami : prix Tout-Monde (2019)
- Prix Sciences Po pour l'art contemporain (2019)

## Expositions
- L’île du dehors, 2012, L’attrape-couleurs Gallery, Lyon, France
- hola, viaje, hueco, 2013, Art space Bikini wax, Mexico DF
- Envolvernos en la lluvia, 2014, contemporary art museum TEOR/éTica, San José, Costa Rica
- (sex)intaxis, 2015, Cràter invertido, Mexico
- The unity is submarine, 2015, Galerie G, La Garde, France
- Spelling, 2016, Signal Center for contemporary art, Malmö[16]
- Le jour des esprits est notre nuit, CRAC Alsace, France
- Musa nuit, 2020, Fondation Hermès, La Verrière
- J'ai tué le papillon dans mon oreille, 2020, Magasin des horizons, Grenoble
- One month after being known in that island, août 2020, The Kulturstiftung Basel H. Geiger[17]
- Pluie sur mer, Le Grand Café, 2022, Saint-Nazaire[18]
- Diffé, 2022, Palais de Tokyo, Paris[19]